# Dodge
Dodge es una marca de la industria automotriz estadounidense llamada originalmente Dodge Brothers Company (1900-1927), actualmente como subsidiaria propiedad de Stellantis. Chrysler adquirió la compañía en 1928 de la que seguía formando parte de FCA US LLC.

## Historia
En 1901, John Francis Dodge y Horace Elgin Dodge trasladaron su fábrica Brothers Bicycle & Machine Factory a Detroit, Míchigan desde Windsor (Ontario), Canadá, donde construían piezas para automóviles. Sus rodamientos y otras piezas estaban en demanda con la temprana industria automotriz y ayudaron en el diseño de partes del motor para los primeros autos Oldsmobile.
En 1902, los Hermanos Dodge se unieron a Henry Ford, quien buscaba ayuda para financiar su propia compañía automotriz. Ellos ayudaron al comienzo de la Ford Motor Company así como en la fabricación de piezas para los primeros Ford, consiguiendo un beneficio mutuo tanto Ford como los Hermanos Dodge. Para 1913, casi todas las piezas de Ford, tales como chasis, suspensión, frenos, motores y transmisiones, eran construidas por Dodge.
En 1914, al tener discusiones con Ford, los Hermanos Dodge emprendieron su propia compañía de autos, no sin antes advertirle a Ford el éxito que tendría su futura compañía con una célebre frase "todo dueño de un Ford va a querer un Dodge". La compañía tomó el nombre de Dodge Brothers Motor Vehicle Company, eligiendo a 50 distribuidores en principio para cientos de sus aplicaciones, algunos de los cuales continúan hoy. En ese primer año, Dodge introdujo el "Old Betsy", un coche construido para ser confiable y de larga duración. En ese año, Dodge construyó un total de 249 coches nuevos. En 1917, los Hermanos Dodge comenzaron a construir también motores para camiones, en principio para uso del Ejército de los Estados Unidos durante la Primera Guerra Mundial, y al final de la guerra de modo comercial.
En 1925, la Dodge Brothers Company fue adquirida por Dillon, Read & Company por unos US$148 000 000 (equivalente a $179 576 994 en 2023), siendo en su momento la transacción en efectivo más grande de la historia. Dillon Read, a su vez, vendió Dodge a la Compañía Chrysler el 31 de julio de 1928. Dodge también cobró mucha importancia a partir de los años 1980 con una serie de estrategias comerciales y mecánicas que hicieron aumentar la calidad de sus modelos, tanto en versatilidad como en su seguridad.

## Dodge en Europa

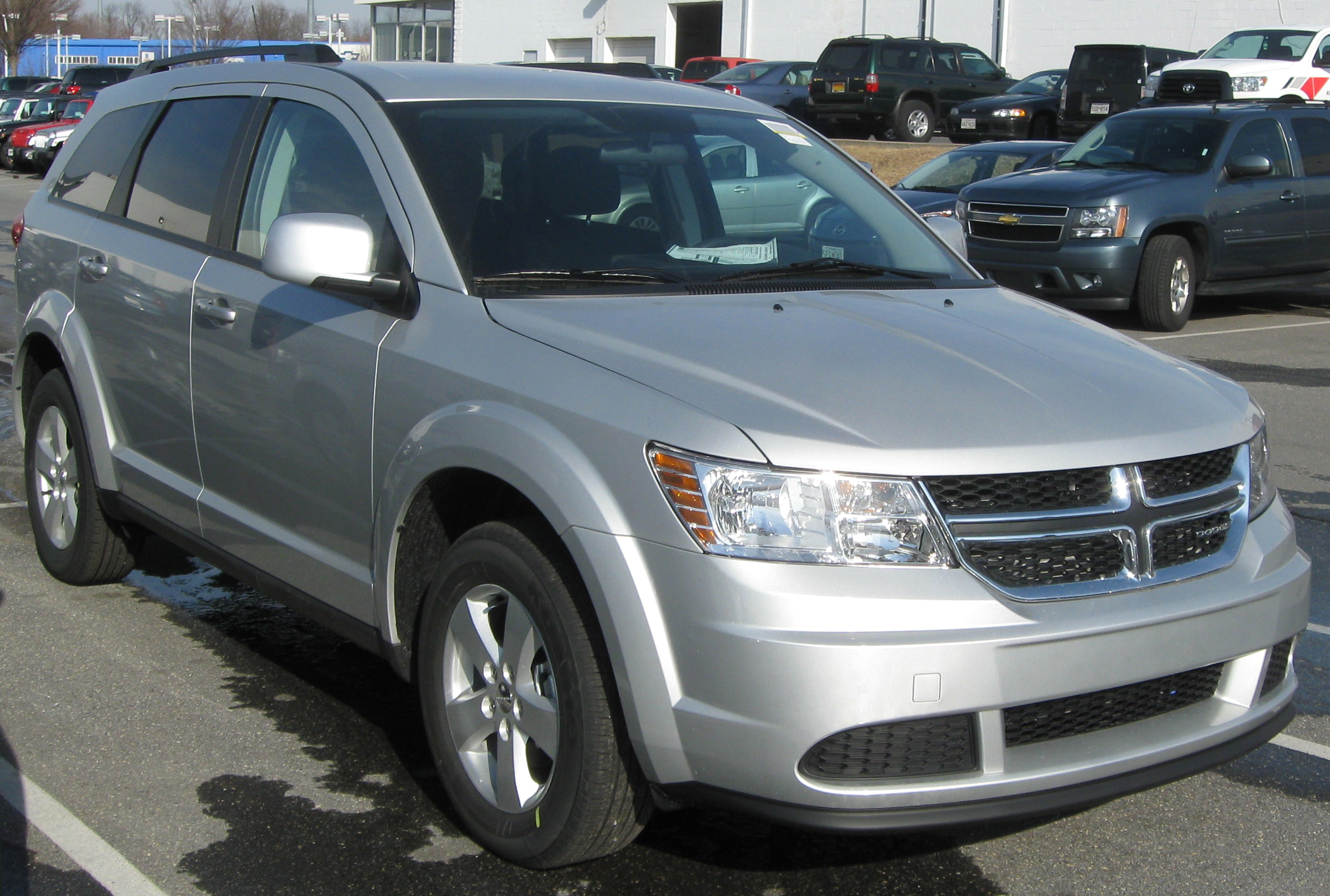
Journey de 2011, que en Europa se vende como Fiat Freemont

Después de que Chrysler tomara posesión del grupo inglés Rootes, del Simca de Francia, de Barreiros en España y del establecimiento resultante de Chrysler en Europa a finales de los años sesenta, la marca Dodge fue utilizada en vehículos comerciales ligeros, la mayor parte en los llamados inicialmente Commer o Karrier (subsidiarios de Rootes), en la versión del Simca 1100, en el Dodge Dart español, y en vehículos pesados construidos en España. Lo más conocido fueron las series Dodge 50, muy utilizadas por empresas de servicio público y militares, pero raramente considerado fuera del Reino Unido, y las construcciones españolas pesadas de las series 300 disponibles como los todoterreno 4x2, 6x4, 8x2, y 8x4, así como los camiones semirremolque. Todos ellos también fueron vendidos en mercados de exportación como Fargo o De Soto.
En 1977 Chrysler Europa sufre un colapso, y la venta de sus activos a las fábricas Peugeot, la Dodge inglesa y española, donde rápidamente pasaron a la Industria de Vehículos Renault, que recalificó gradualmente a Renault la gama de furgonetas y camiones en los años 80, cayendo la producción habitual en conjunto y usando las instalaciones para producir los motores en el Reino Unido y algunos modelos de camiones Renault españoles. Dodge no volvería al Reino Unido hasta la introducción del Dodge Neon SRT-4, llamado Chrysler Neon, a mediados del 2000. Siguió con la aparición del Caliber y empezaron a vender más modelos como el Dodge Nitro o el Avenger.
Sin embargo, desde la toma de control de Fiat S.p.A. sobre Chrysler Group LLC, la marca Dodge abandona el mercado europeo, siendo desde 2011 comercializados algunos de sus automóviles bajo la marca Fiat. El primer modelo de esta nueva estrategia comercial es el Fiat Freemont, hermano del Dodge Journey, ambos ensamblados en México, con un ligero rediseño adaptado al mercado europeo.

## Dodge como marca de fábrica de DaimlerChrysler

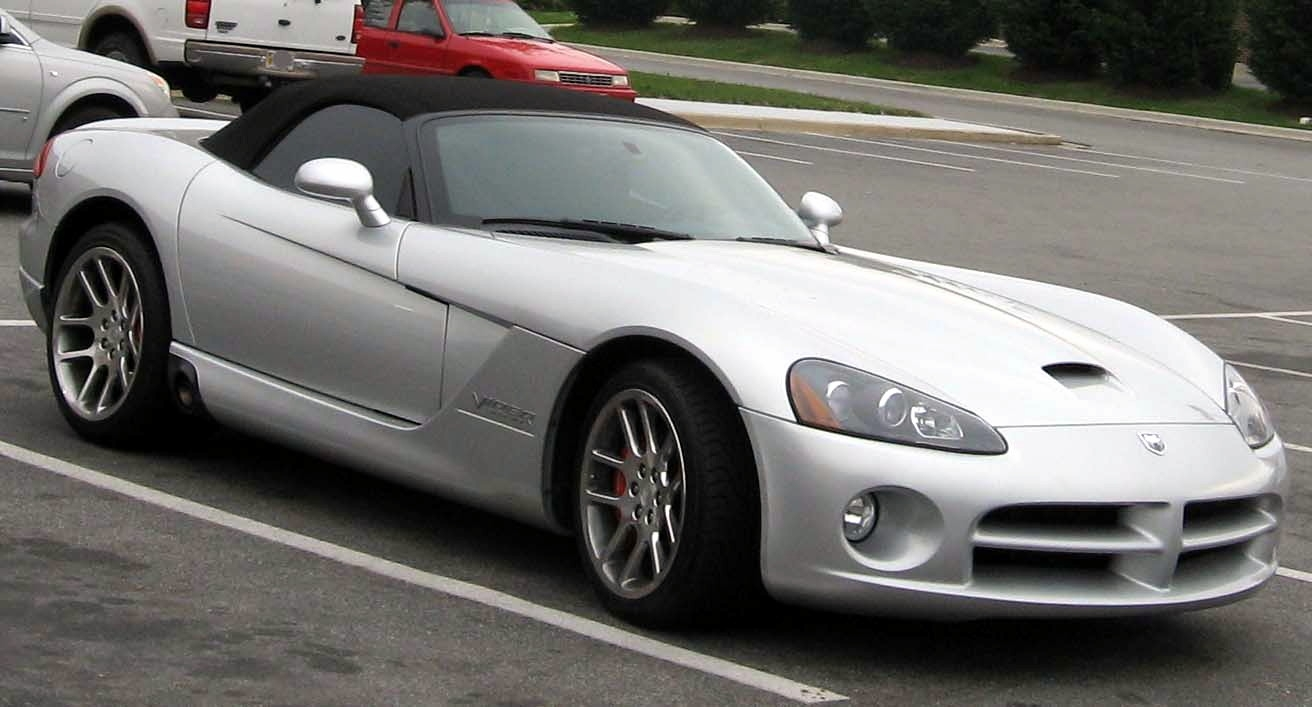
Dodge Viper SRT-10 Roadster (2003).

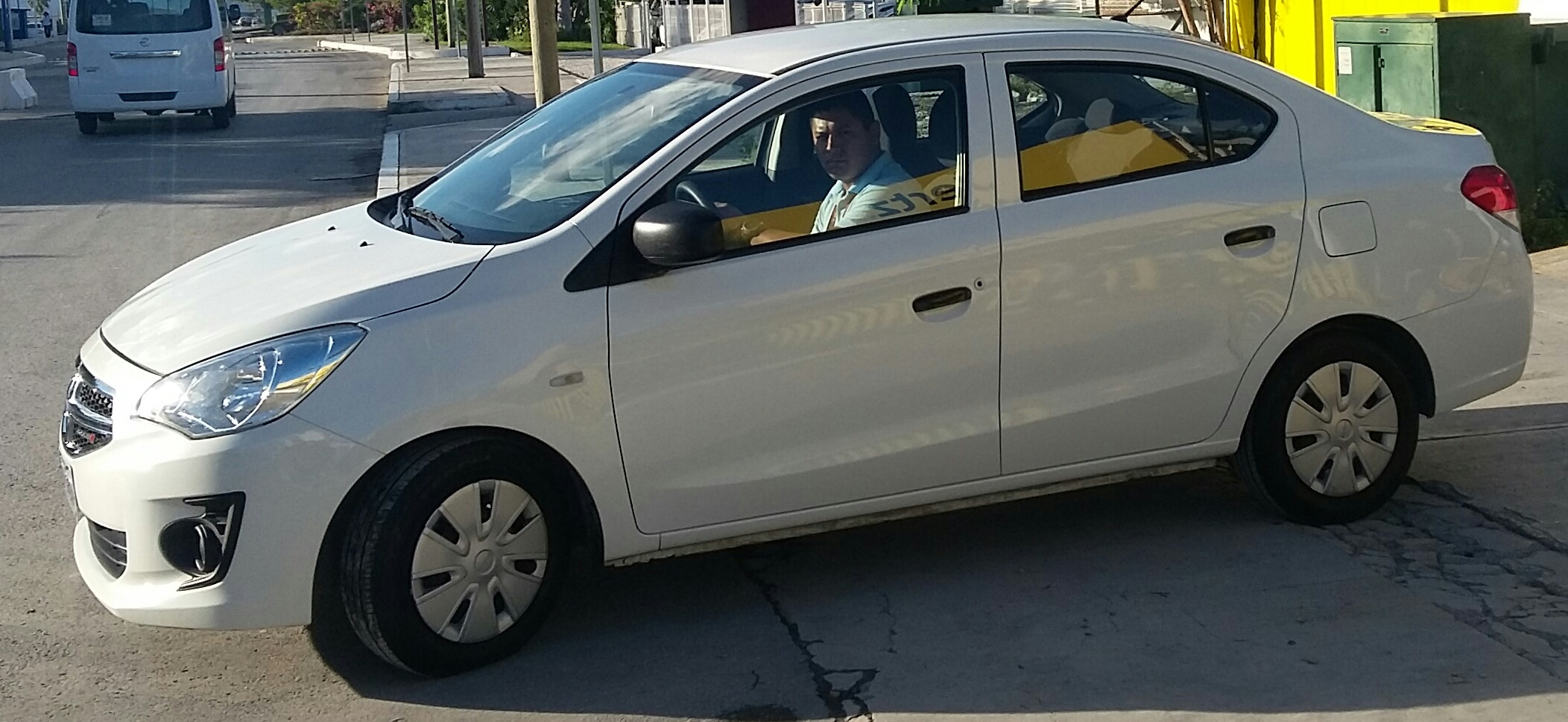
Attitude

Dodge fue una parte de DaimlerChrysler AG, con base en Stuttgart, Alemania. Desde 2005, la marca Dodge ha sido conocida sobre todo por sus todoterrenos, que componen el 78 % de las ventas de la división. Dodge trata de cambiar esto con la introducción del nuevo Dodge Charger y el Dodge Challenger.
La marca Dodge fue reintroducida en Europa en 2006. Actualmente el Dodge Viper SRT-10 (vendido como Dodge SRT-10 en reino Unido), Dodge Ram, y el Dodge Caliber son los únicos vehículos de Dodge en ese mercado. El Dodge Nitro y Dodge Avenger empezaron a venderse a mediados del 2007.
Dodge volvió a entrar recientemente en el mercado australiano en 2006 tras una ausencia de 30 años. Los planes de Dodge Australia son lanzar un nuevo modelo cada seis meses en los próximos tres años, planes para captar el interés por la marca. El primero de esos modelos es el Dodge Caliber, que fue bien recibido en el Salón del automóvil de Melbourne de 2006.
Los vehículos Dodge están ahora disponibles en muchos países del mundo. En 2006, Dodge vendió más de 1,3 millones de vehículos en el mercado global. En primavera del 2007, DaimlerChrysler alcanzó un acuerdo con Cerberus Capital Management L.P. para la venta del subsidiario Chrysler Group, del cual es parte la división Dodge.
Gracias a un acuerdo entre Dodge y Kia Motors, Dodge comercializa desde 2001 hasta principios del 2014 tres modelos de autos Hyundai en México: el Hyundai Accent, cuya segunda generación es vendido como Verna by Dodge, la tercera como Dodge Attitude y la cuarta como Dodge Brisa; Hyundai Atos, como Atos by Dodge; y Hyundai H100, conocido como Dodge H100. Estos modelos fueron vendidos exclusivamente para México mediante los distribuidores de Dodge.[cita requerida]

### Adquisición del Grupo Chrysler LLC
Chrysler suspende pagos el 30 de abril de 2009, tras fracasar las negociaciones entre el tesoro estadounidense y los acreedores de la empresa de automoción que no aceptan una disminución de sus cuentas por cobrar para poder recibir ayuda del tesoro. La firma de Míchigan se acoge al capítulo 11 de la ley de quiebras, al no disponer de fondos con los que financiarse.
Este proceso consuma el acuerdo con el grupo italiano Fiat, con lo que empieza una nueva alianza entre ambos grupos. Se espera que la compañía se reestructure completamente y que retorne al terreno de las ganancias. Pero, un factor en contra para la compañía es la recesión económica mundial, lo que supone una reducción en la producción de vehículos. Es posible que la compañía alcance nuevos acuerdos con otras compañías del ramo, pero lo cierto es que le será muy difícil recuperar la posición perdida. El entonces presidente y director ejecutivo de la empresa del del grupo Fiat, era Sergio Marchionne. El Grupo Fiat tuvo inicialmente el 20% de Chrysler Group LLC ampliable hasta el 35% tanto se cumplan algunas condiciones contempladas en el acuerdo. Pero, Fiat no podrá hacerse de la mayoría de Chrysler hasta que no se hayan saldado completamente los débitos derivados de los financiamientos públicos.
Contemporáneamente, el Fondo de Prestaciones Médicas para Jubilados de la UAW, asociación benéfica voluntaria de ex dependientes (VEBA), recibió una participación accionaria en Chrysler Group del 55%, al neto de los efectos acordados. Al Departamento del Tesoro de los E.U.A. y al Gobierno de Canadá se les asignó una participación accionaria del 8% y del 2%, respectivamente, del neto de los efectos computados. Esos porcentajes reflejan las cuotas de participación que serán detentadas por cada uno de los socios hasta tanto Fiat ejerza el derecho de aumentar la propia participación una vez cumplidas las condiciones fijadas en el acuerdo.
La nueva Chrysler será gestionada por un Consejo de Administración compuesto por tres directores nombrados por Fiat, entre ellos Sergio Marchionne, el entonces director general de Fiat S.p.A. en calidad de jefe ejecutivo, cuatro miembros nombrados por el Departamento del Tesoro norteamericano, uno por el Gobierno de Canadá y uno por el Fondo de Prestaciones Médicas para Jubilados de la UAW. Se espera que el Consejo nombre a Robert Kidder como su Presidente. El proceso para la selección de los otros directores está actualmente en curso y será comunicado lo más rápido posible.
En julio de 2012 se anunciaba que Fiat S.p.A. había elevado su participación en Chrysler Group LLC hasta el 61.8%, después de utilizar su primera opción de compra sobre el 3.3% de las acciones del grupo estadounidense en manos del fondo VEBA, administrado por el sindicato United Auto Workers.
En julio de 2013 Fiat S.p.A. elevaba su participación en Chrysler Group LLC hasta el 68.49%, después de utilizar su tercera opción de compra sobre el 3.3% de las acciones del grupo estadounidense en manos del fondo VEBA.

## Evolución histórica de los logotipos
Muchas camionetas Dodge tenían una cabina de aluminio montada; a mediados de los años 1980 comenzaron en los Mercedes-Benz.[cita requerida]

Logotipo de los hermanos Dodge.
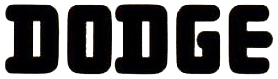
Logo de 1928-1955.
Fratzog de 1963-1993.
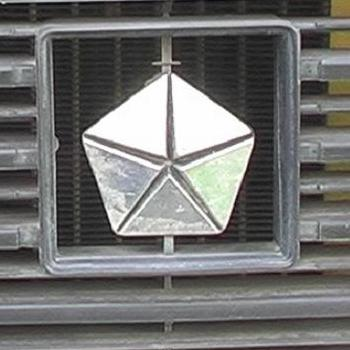
Pentastar de 1976-1995.
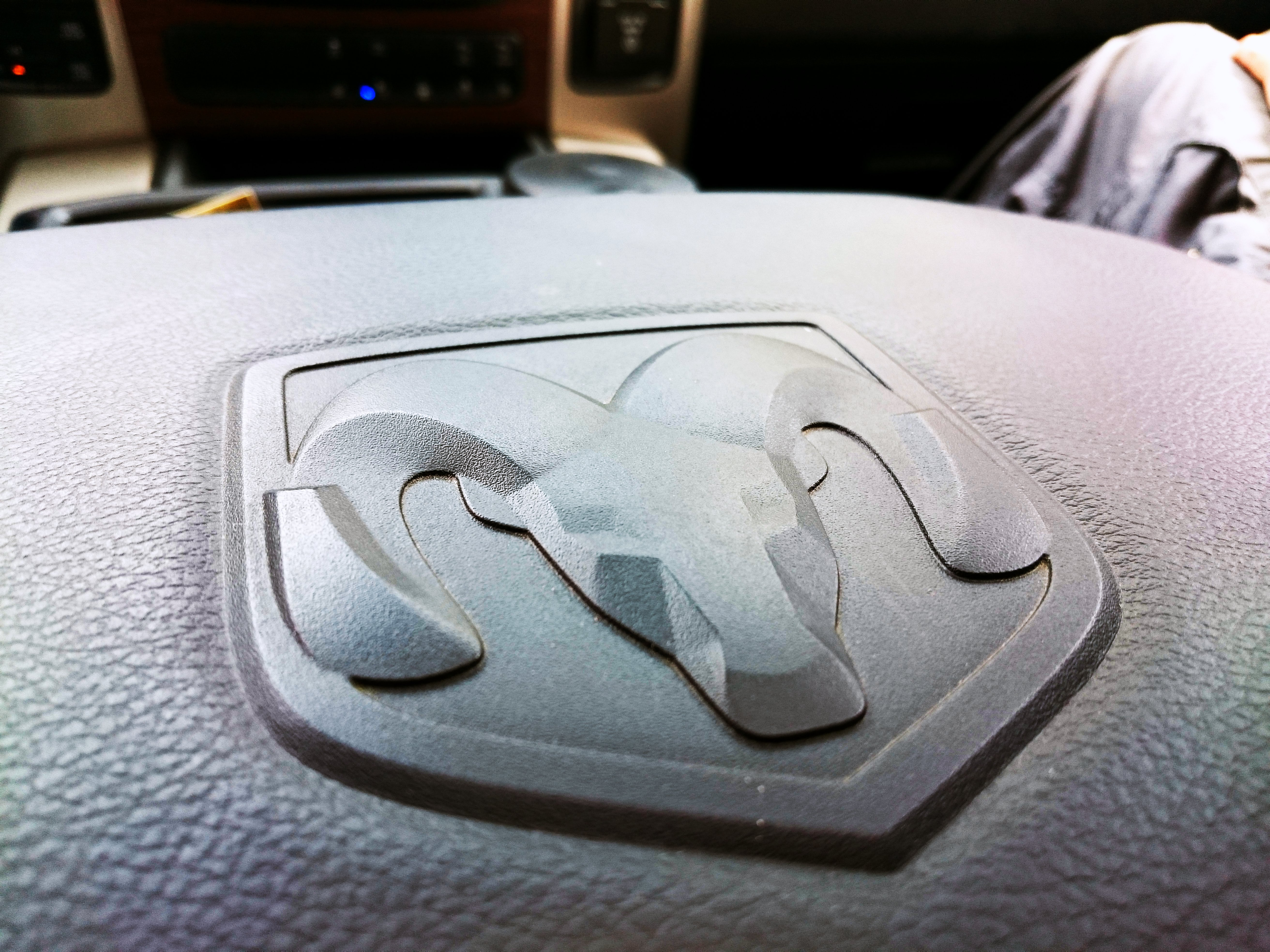
Ram exclusivo en camionetas entre 1981 y 1996. Comienzan a aparecer en algunos vehículos Dodge en 1993; y en todos los vehículos Dodge desde 1996.
Logo de 2010.
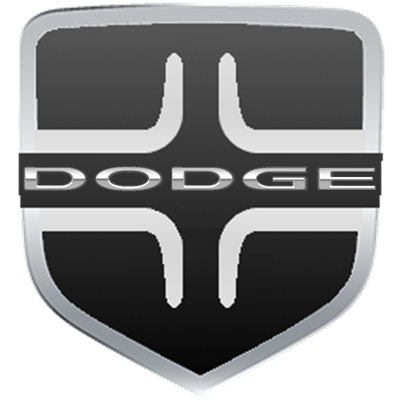
Utilizado en 2012.
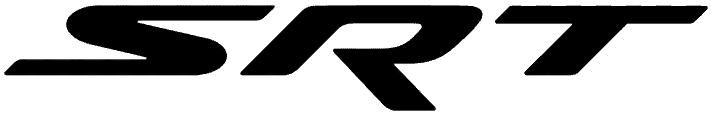
Logo de la división SRT.

## Modelos producidos

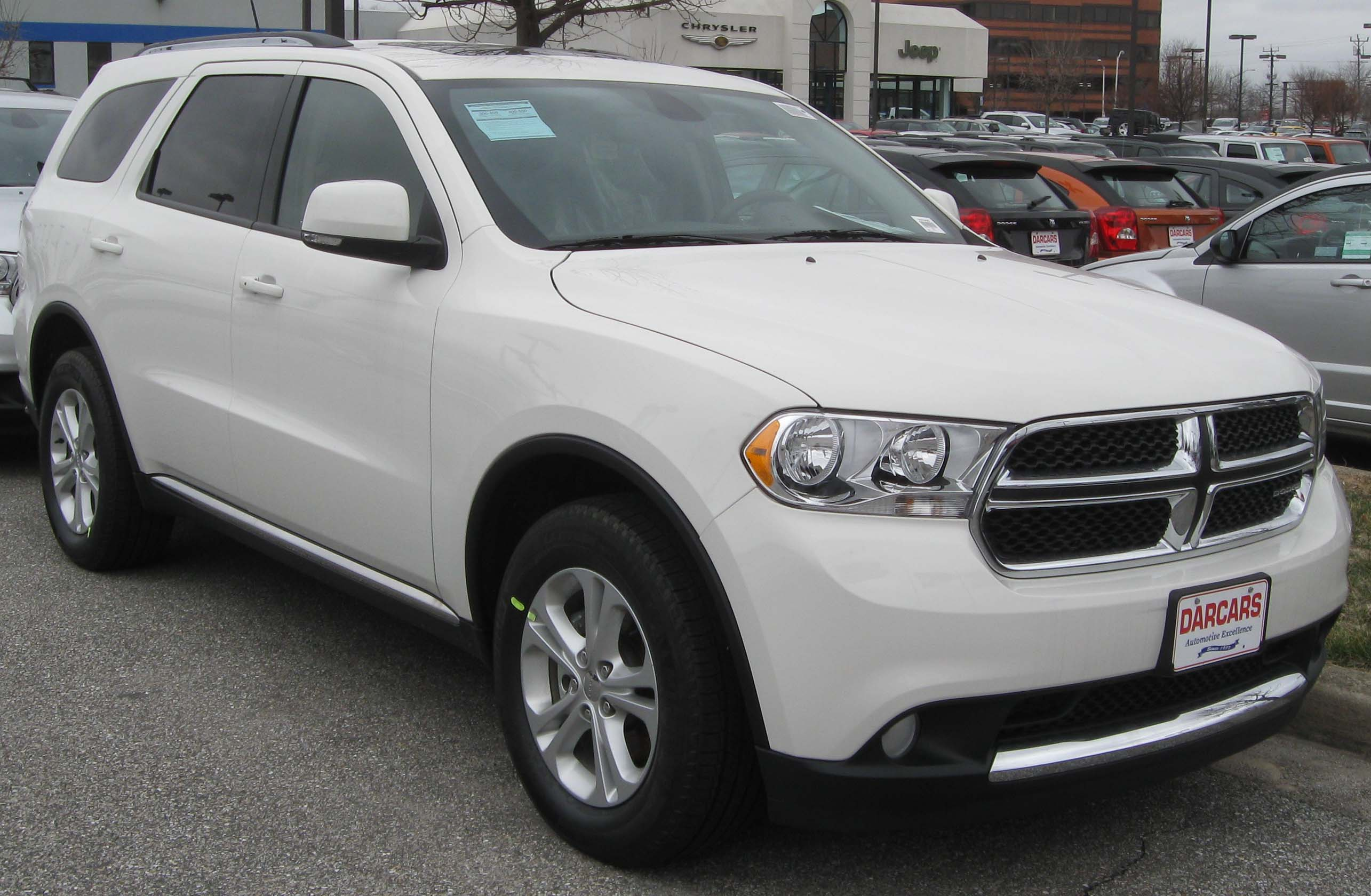
Durango de 2011.

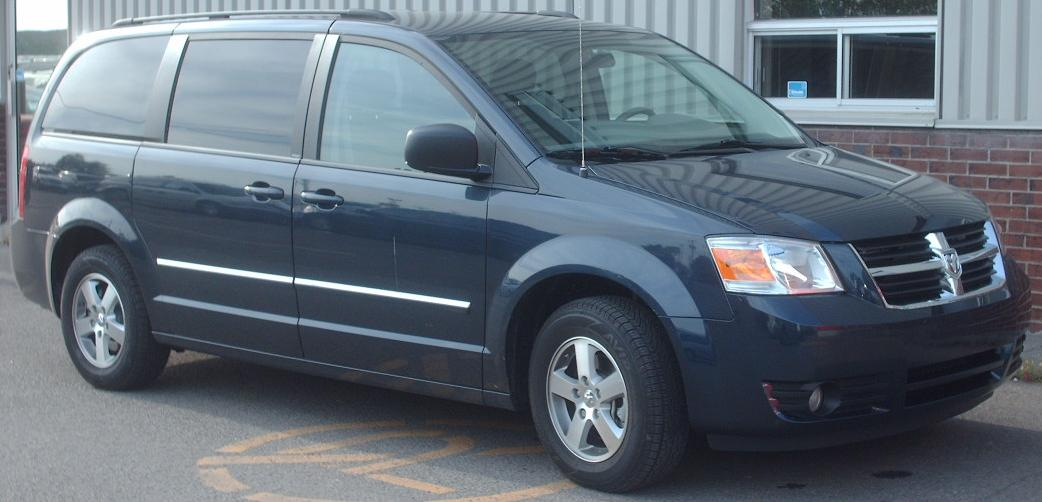
Grand Caravan de 2008.

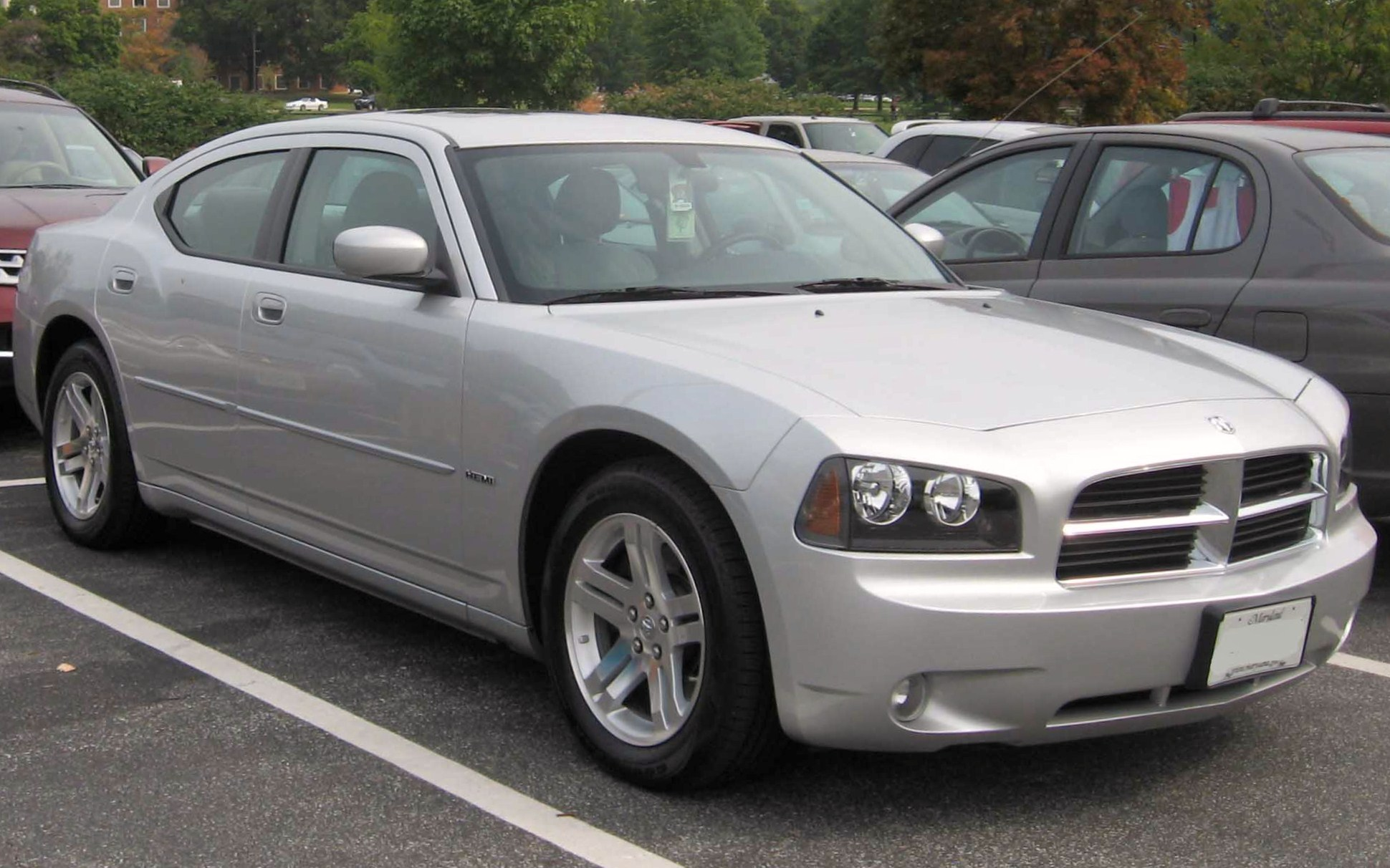
Charger RT.

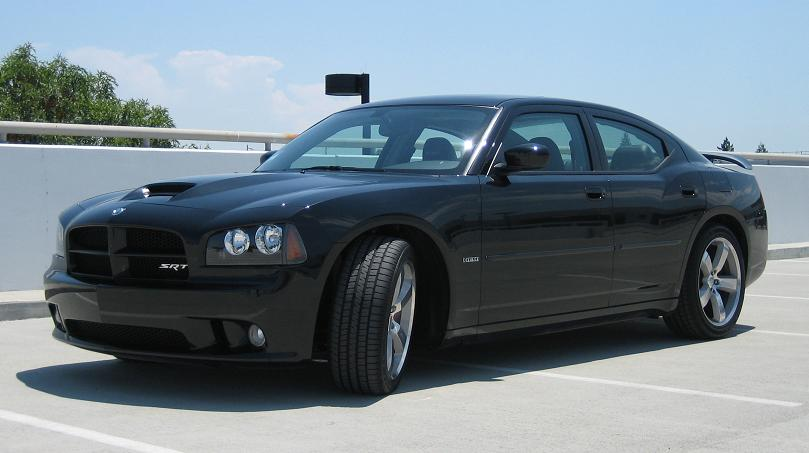
Dodge Charger SRT8 sedán de 2006.

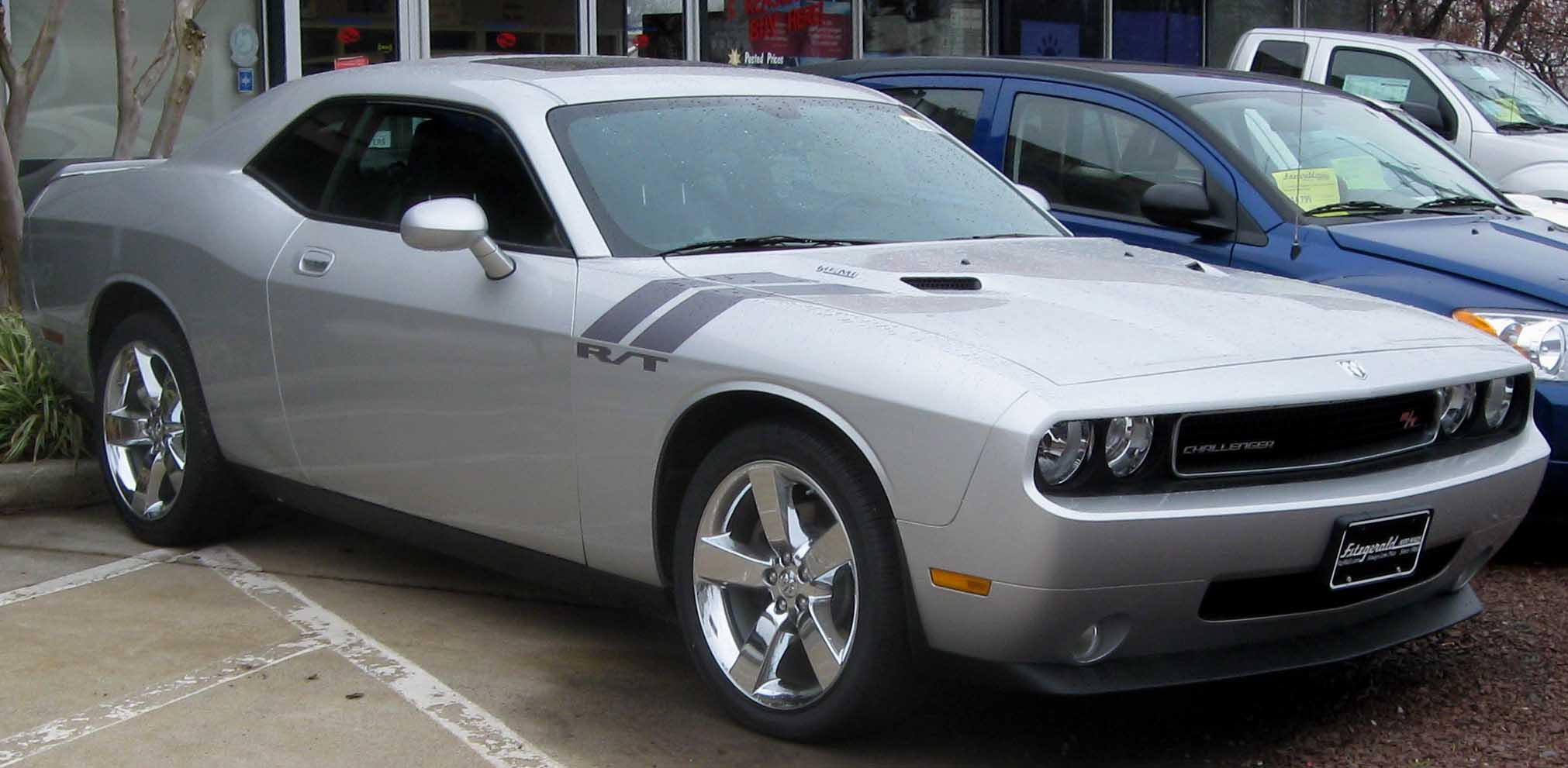
Challenger RT de 2009.

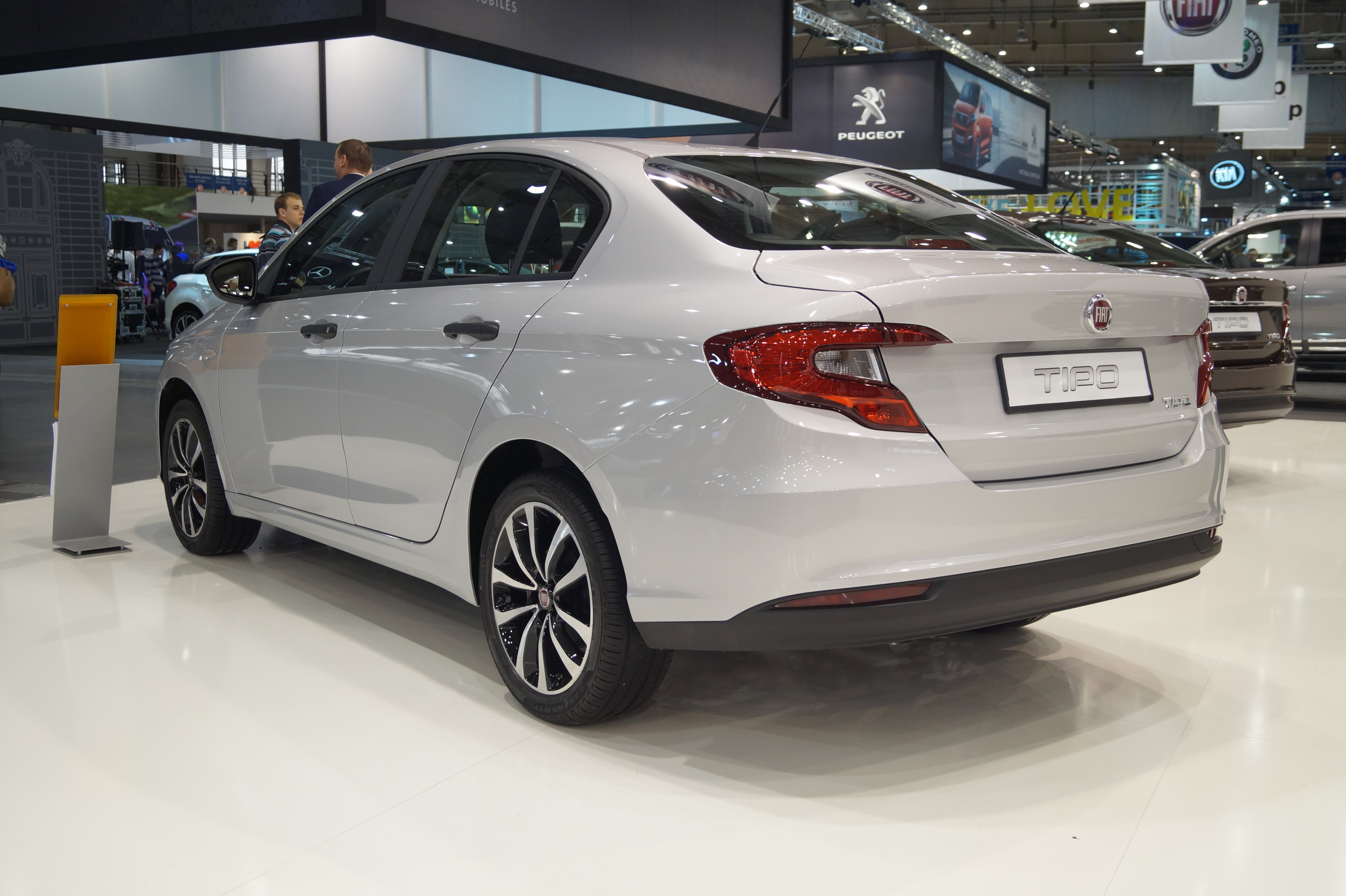
Fiat Tipo, vehículo en el que se basa el Dodge Neon.

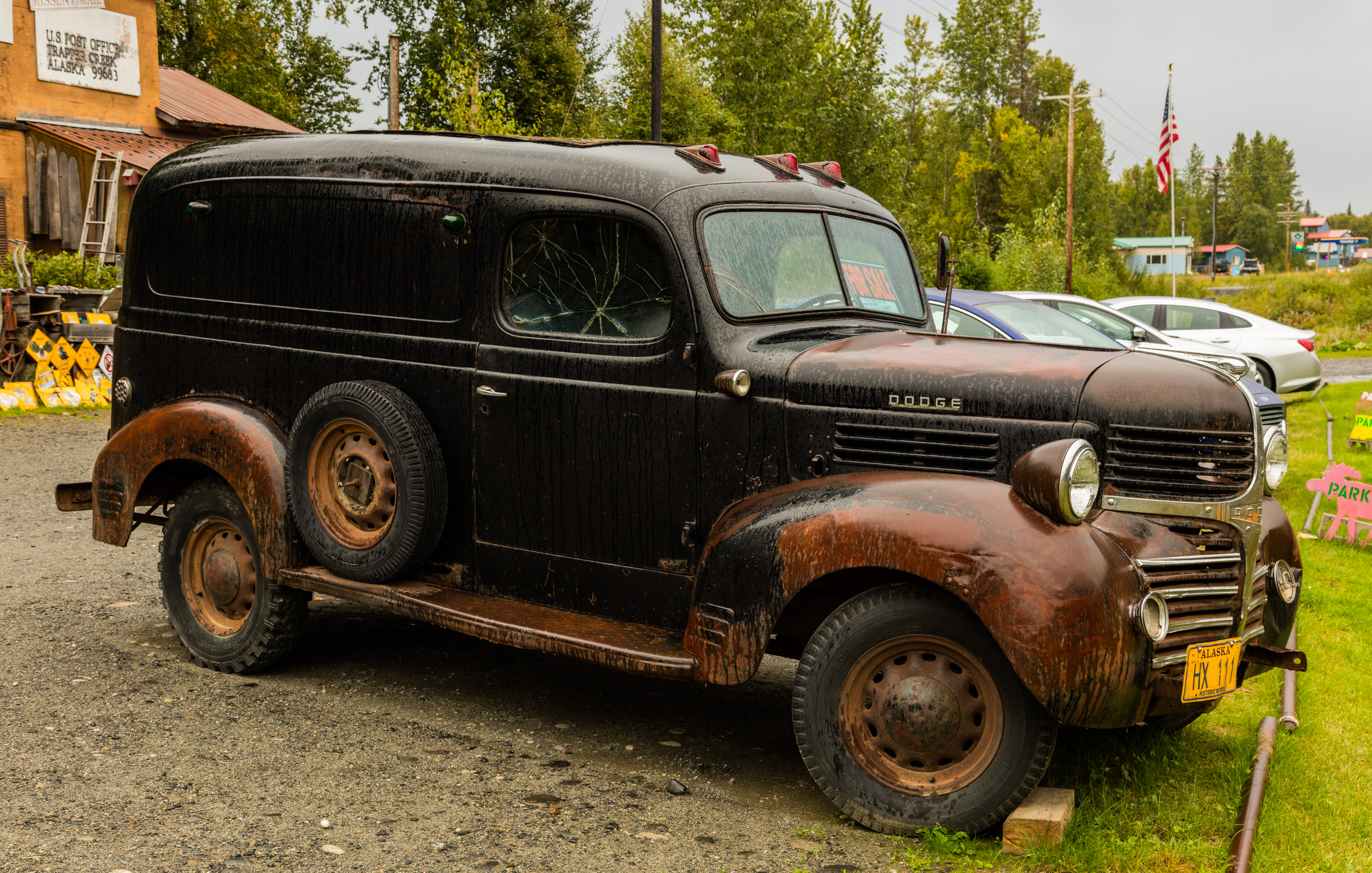
Camioneta Dodge Panel (1947).

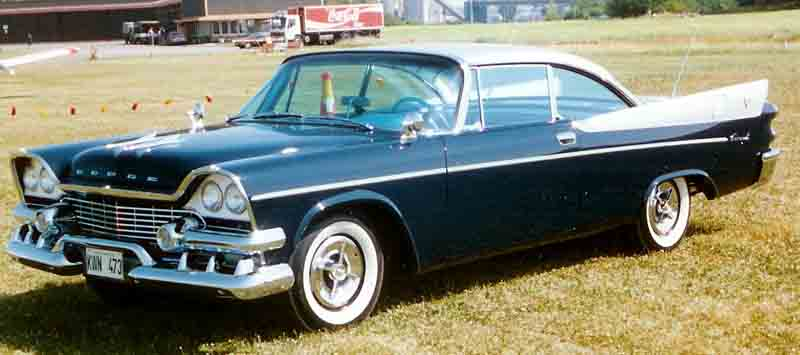
Dodge Coronet Lancer hardtop coupé (1958).

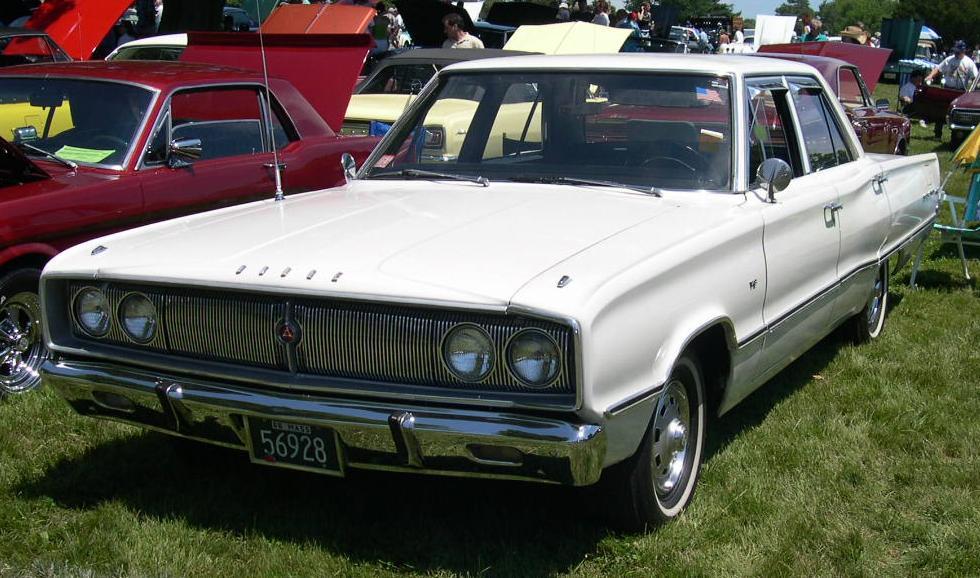
Dodge Coronet 440 sedán (1967).

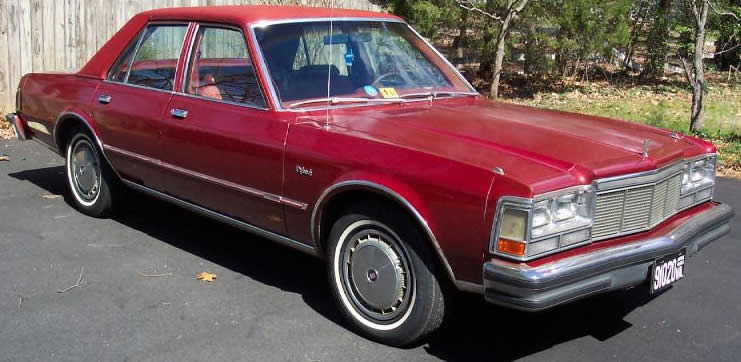
Dodge Diplomat sedán (1977).

- Dodge Journey, que en Europa se vende como Fiat FreeMont
- Dodge Kingsway 1955 Exportación a Sudamérica y Europa. En Canadá: Dodge Mayfair, Regent.
- Dodge 400 (1982-1983)
- Dodge 600 (1983-1988)
- Dodge A100 (1964-1970)
- Dodge Custom 880 (1962-1965)
- Dodge Attitude (2006-actualmente) Alianza comercial para México entre Hyundai desde 2002 a 2014 y con Mitsubishi desde 2015-presente.[20]
- Dodge Aries (1981-1989)
- Dodge Aspen (1976-1980; 2007-actualmente)
- Dodge Avenger (1995-2000; 2008–actualmente)
- Dodge B Series (1948-1953)
- Dodge Caliber (2005-2013)
- Dodge Caravan (1984-2020)
- Dodge Challenger (1970-1974, 1978-1983 y 2008-2023)[21]
- Dodge Charger (1966-1978, 1983-1987 y 2005-2023)
- Dodge Charger Daytona (1969, 1977, 2006, 2010, 2013)
- Dodge Colt (1971-1994, reedición del Mitsubishi Lancer/Mirage)
- Dodge Conquest (1984-1986, reedición del Mitsubishi Starion)
- Dodge Coronet (1948-1958; 1965-1976)
- Dodge Crusader (1951-1958, Canadá, reedición del Plymouth Cambridge/Plymouth Plaza)
- Dodge Custom 880 (1962-1965)
- Dodge D Series (1961-1980)
- Dodge Dakota (1986-2011)
- Dodge Dart (1960-1976; 2013-2016)[22][23][24]
- Dodge Demon (1970-1972; 2007 concept)
- Dodge Daytona (1984-1993)
- Dodge Diplomat (1977-1989)
- Dodge Durango (1998-actualmente)[25][26]
- Dodge Dynasty (1988-1993)
- Dodge Grand Caravan (1987-actualmente)
- Dodge Intrepid (1993-2004)
- Dodge Kingsway (1946-1952, modelo canadiense; 1946-1950, reedición del Plymouth DeLuxe; 1951-1952, reedición Plymouth Concord)
- Dodge Lancer (1961-1962; 1985-1989)
- Dodge Magnum (1978-1979; 2005-actualmente)
- Dodge Magnum K (1984-1988), México
- Dodge Mayfair (1953-1959, Canadá, reedición del Plymouth Belvedere
- Dodge Mini Ram Van (1984-1988, versión comercial del Dodge Caravan)
- Dodge Mirada (1980-1983)
- Dodge Monaco (1965-1978; 1990-1992)
- Dodge Neon (1995-2005; 2017-actualmente)
- Dodge Nitro (2007-2011)[27]
- Dodge Omni (1978-1990)
- Dodge Polara (1960-1973)
- Dodge Power Wagon (1945-1968)
- Dodge Raider (1987-1990, reedición del Mitsubishi Montero)
- Dodge Ram (1981-presente)
- Dodge Ram 50 (1979-1993, reedición del Mitsubishi Mighty Max)
- Dodge Ram SRT 10 (2004-2006)
- Dodge Ram Van (1979-2003)
- Dodge Ram Wagon (1979-2003)
- Dodge Ramcharger (1974-1993)
- Dodge Rampage (1982-1984)
- Dodge Rebel (no producido)
- Dodge Regent (1946-1959, Canadá, reedición del Plymouth Special DeLuxe/Plymouth Cranbrook/Plymouth Savoy)
- Dodge Shadow (1987-1994)
- Dodge Sierra (1955-1957)
- Dodge Spirit (1989-1995)
- Dodge Sportsman (1971-1978)
- Dodge Sprinter (2003-actualmente, reedición del Mercedes-Benz Sprinter)
- Dodge SRT-4 (2003-2005)
- Dodge St. Regis (1979-1981)
- Dodge Stealth (1991-1996, Japón, reedición del Mitsubishi 3000GT)
- Dodge Stratus (1995-2006)
- Dodge Super Bee (1968-1971; 2007-actualmente)
- Dodge Tradesman (1968-1979)
- Dodge Town Panel (1955-1966)
- Dodge Town Wagon (1955-1966)
- Dodge Tradesman (1971-1978)[cita requerida]
- Dodge Viper (1992 hasta 2010 y desde 2012)
- Dodge Viscount (1959, Canadá, reedición del Plymouth Fury)
- Dodge Vision (2015-2019) Acuerdo comercial para México con Fiat

## Vehículos militares
T202 — ½ ton, 4x4 series truck (G-505)
- Dodge VC-1
- Dodge VC-2
- Dodge VC-3
- Dodge VC-4
- Dodge VC-5
- Dodge VC-6

T203 — ½ ton, 4x4 series truck
- Dodge VF-401
- Dodge VF-402
- Dodge VF-40]
- Dodge VF-404
- Dodge VF-405
- Dodge VF-406
- Dodge VF-407

T207 — ½ ton, 4x4 series truck (G-505)
- Dodge WC-1
- Dodge WC-3
- Dodge WC-4
- Dodge WC-5
- Dodge WC-6
- Dodge WC-7
- Dodge WC-8
- Dodge WC-9
- Dodge WC-10
- Dodge WC-11

T211 — ½ ton, 4x4 series truck (G-505)
- Dodge WC-12
- Dodge WC-13
- Dodge WC-14
- Dodge WC-15
- Dodge WC-16
- Dodge WC-17
- Dodge WC-18
- Dodge WC-19
- Dodge WC-20

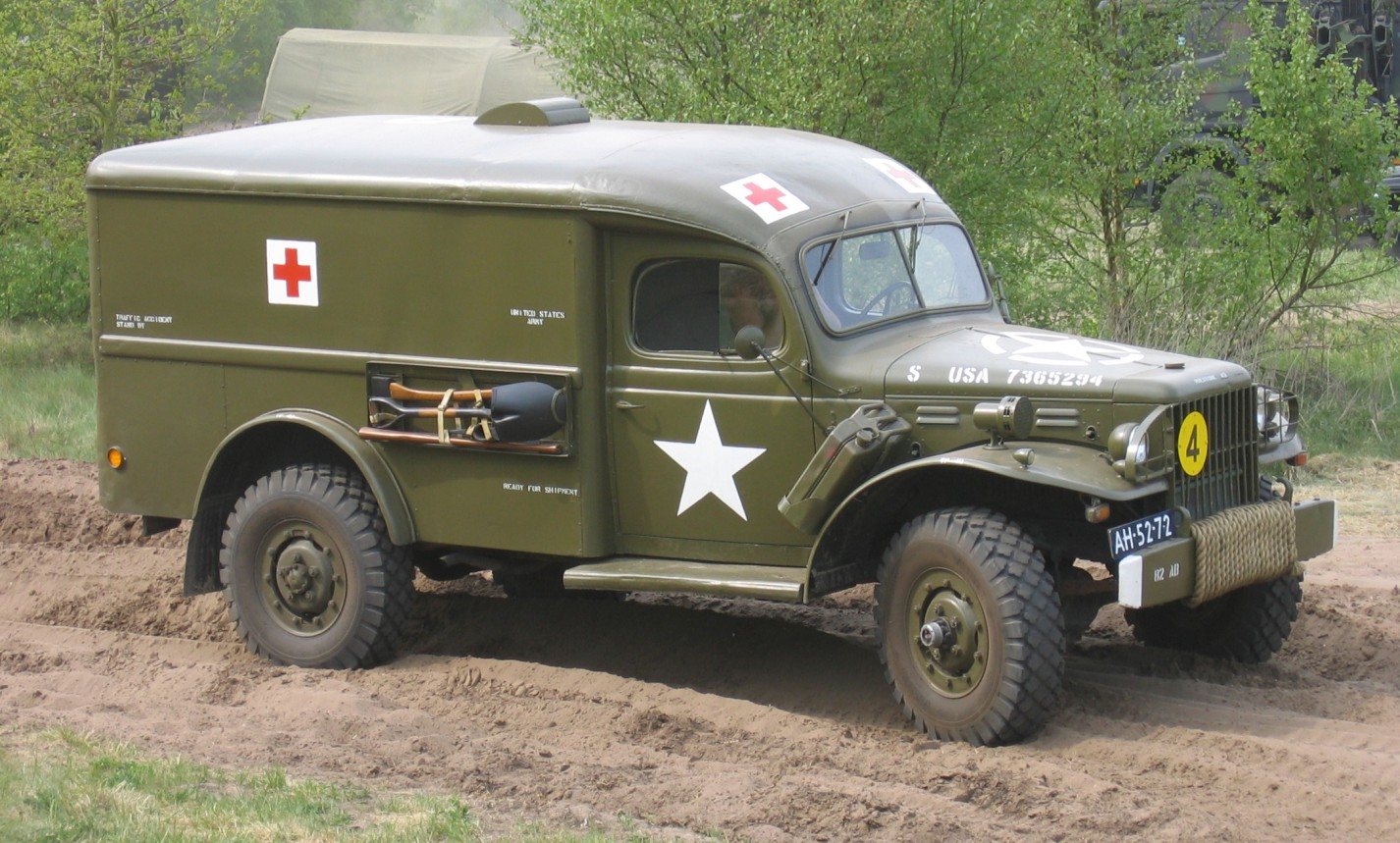
Dodge T214-WC54 (ambulancia).

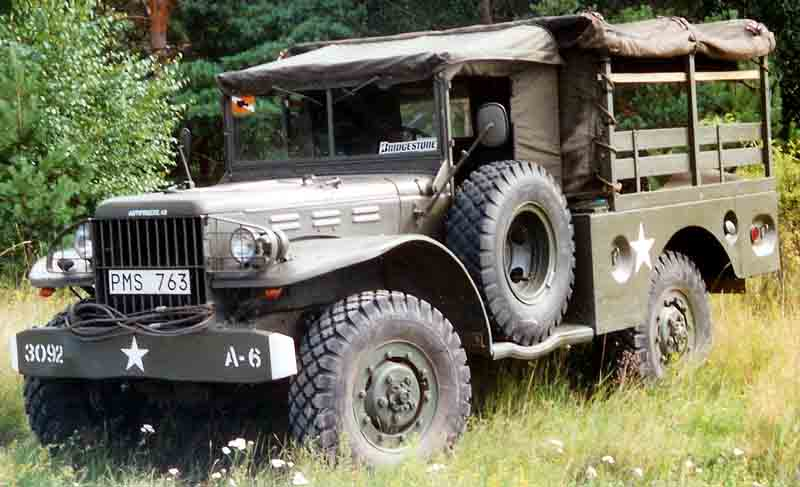
Dodge WC-51 (transporte de armamento).

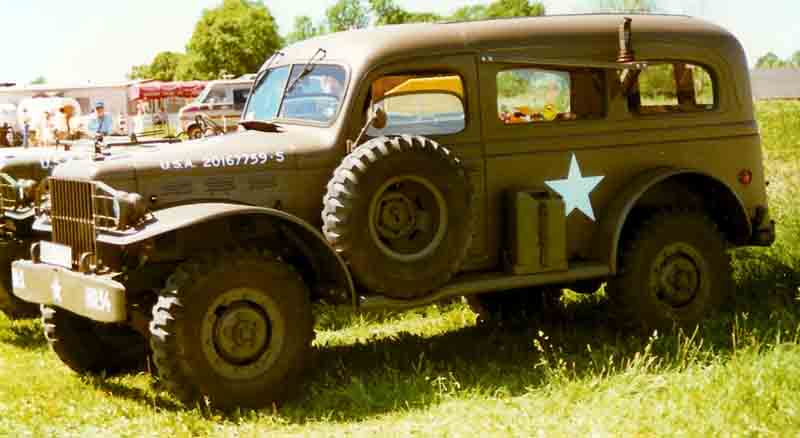
Dodge WC-53 "Carryall".

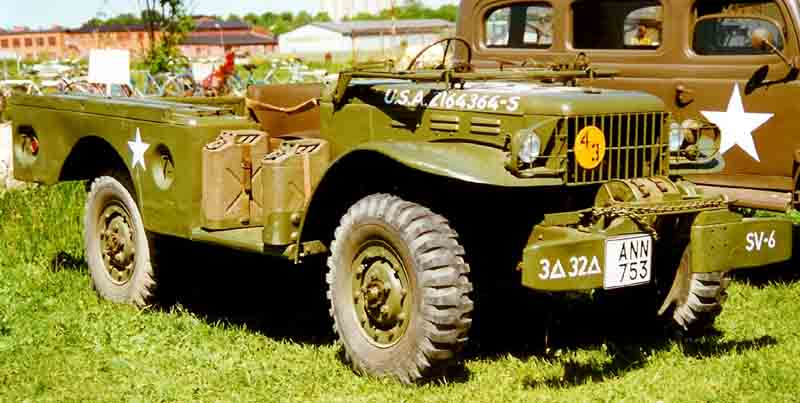
Dodge WC-52 Weapon Carrier 1942 (transporte de armamento).

T214 — ¾ ton, 4x4 series truck (G-502)
- Dodge WC-51
- Dodge WC-52
- Dodge WC-53
- Dodge WC-54
- Dodge WC-55
- Dodge WC-56
- Dodge WC-57
- Dodge WC-58
- Dodge WC-59
- Dodge WC-60
- Dodge WC-61
- Dodge WC-64

T215 — ½ ton, 4x4 series truck (G-505)
- Dodge WC-21
- Dodge WC-22
- Dodge WC-23
- Dodge WC-24
- Dodge WC-25
- Dodge WC-26
- Dodge WC-27
- Dodge WC-40
- Dodge WC-41
- Dodge WC-42
- Dodge WC-43

T223 — 1½ ton, 6x6 series truck
- Dodge WC-62
- Dodge WC-63

T236 — ¾ ton, 4x4 series truck (construcción canadiense)
- D¾ APT

M-37 — ¾ ton, 4x4 series truck (G-741)
- Dodge M-37
- Dodge M-42
- Dodge M-43
- Dodge XM-711B1

T137 — 1 ton, 4x4 series truck
- Dodge M-601

M-880 — 1¼ ton, 4x4 series truck
- M-880
- Dodge M-881
- Dodge M-882
- Dodge M-883
- Dodge M-884
- Dodge M-885
- Dodge M-886
- Dodge M-888
- Dodge M-890

4x2 variants:
- Dodge M-891
- Dodge M-892
- Dodge M-893

## Modelos argentinos
- Dodge 1500
- Dodge Polara, Coronado y GTX
- Dodge D-100

## Modelos europeos
- Dodge 3700 (España)
- Simca / Dodge VF2
- Commer / Dodge Spacevan
- Dodge 50 Series (incluidos 4x4 y variantes militares del 4x4)
- Dodge 100 series "Commando"
- Dodge 300
- Dodge 500

## Prototipos de Dodge
- Dodge Avenger Concept (2003)
- Dodge Caravan DBX (1990)
- Dodge Challenger Concept (2006)
- Dodge Charger Concept (1999)
- Dodge Copperhead](1997)
- Dodge Demon Concept (2007)
- Dodge Deora (1967)
- Dodge EPIC (1992)
- Dodge EV (2009-2011)[28]
- Dodge Firearrow Roadster I (1954)
- Dodge Hornet (2006)
- Dodge Intrepid ESX (1996, 1998, 2003)
- Dodge Kahuna (2003)
- Dodge M4S (1984)
- Dodge M80 (2002)
- Dodge MAXXcab (2000)
- Dodge Mirada Turbine (1980)
- Dodge Polycar (1980)
- Dodge Powerbox (2001)
- Dodge Rampage Concept (2006)
- Dodge Razor (2002)
- Dodge Sidewinder (1998)
- Dodge Sling Shot (2004)
- Dodge Street Van (1978)
- Dodge Super 8 Hemi (2001)
- Dodge Tomahawk (2003, concepto de motocicleta)
- Dodge T-Rex (1997)
- Dodge Dariel (2009), concepto de Pickup 4x4[cita requerida]